# Satz von Legendre
Der Satz von Legendre beschreibt, wie kleine sphärische Dreiecke verebnet werden können, so dass in ihnen Berechnungen wie in der ebenen Trigonometrie durchgeführt werden können. Er wurde 1787 von Adrien-Marie Legendre aufgestellt.

## Aussage
Der Satz besagt, dass
ein kleines sphärisches Dreieck nach Seiten und Winkeln näherungsweise wie ein ebenes Dreieck mit denselben Seiten berechnet werden kann, wenn man als Winkel des ebenen Dreiecks die um je ein Drittel des sphärischen Exzesses {\displaystyle \epsilon } verminderten Winkel des sphärischen Dreiecks nimmt.
Durch diese Vereinfachung können die Seiten und Winkel nach dem Sinus- oder Cosinussatz der ebenen Trigonometrie berechnet werden.

## Anwendung
Der Satz wurde beispielsweise in der Geodäsie bei Triangulationen mit großen Dreiecksmaschen benutzt. Durch die Näherung können Dreiecke auf der Erdoberfläche mit bis zu 200 km Seitenlänge mit Millimetergenauigkeit berechnet werden. Der sphärische Exzess kann bei diesen Berechnungen aus der Dreiecksfläche bestimmt werden. Ohne die Berücksichtigung des sphärischen Exzesses würde sich die Erdkrümmung bei Präzisionsmessungen ab einigen 10 km bemerkbar machen. Bei kleinen Dreiecken mit wenigen Kilometern Seitenlänge bringt die Anwendung in der Praxis keine Genauigkeitssteigerung, da der Einfluss der Winkelmessungenauigkeit größer ist als der Einfluss durch die Erdkrümmung.